# Herb Ritts
Herbert Ritts Jr., dit Herb Ritts, né le 13 août 1952 à Los Angeles et mort le 26 décembre 2002 dans la même ville, est un photographe de mode américain. Il est particulièrement célèbre pour ses photos en noir et blanc et ses portraits inspirés de la sculpture grecque classique. Quelques-unes de ses photos les plus célèbres sont des nus d'hommes et de femmes.

## Biographie
Herbert Ritts est né à Los Angeles dans une famille aisée, propriétaire d'une entreprise de mobilier. En 1974, il est diplômé en économie au Bard College dans l'État de New-York puis retourne à Los Angeles pour travailler dans l'entreprise familiale comme représentant de commerce.
Toutefois, Herb Ritts commence à prendre des cours du soir en photographie et décide de se consacrer à l'art à la fin des années 1970. Son premier succès est une série de portraits de l'acteur Richard Gere, dont certains seront publiés en couverture de magazines.
Au cours des années 1980 et 1990, Ritts travaille pour des magazines tels que Harper's Bazaar, Rolling Stone, Vanity Fair et Vogue avec des portraits de célébrités et des photos artistiques de modèles.
Parmi les célébrités qu'il photographie en noir et blanc, on peut citer : Kofi Annan, Cindy Crawford, Tenzin Gyatso (le dalaï-lama), Madonna, Olivia Newton-John, Jack Nicholson, Elizabeth Taylor, Tina Turner, Mylène Farmer et Michael Jackson.
En 1981, Ritts réalise les photos pour la couverture de l'album Physical d'Olivia Newton-John. En 1984, Ritts commence à travailler avec Madonna en réalisant l'affiche du film Recherche Susan désespérément. En 1986, Ritts est l'auteur de la photo de couverture de l'album de Madonna True Blue. À la suggestion de Madonna, il tourne également des clips musicaux comme celui du single Cherish.
En 1989, il photographie Belinda Carlisle pour son album Runaway Horses. Il réalise également des photos de Cindy Crawford pour des numéros de Playboy.
En 1991, pour Tina Turner avec qui il collabore depuis des années, et avec qui il collaborera encore par la suite (par exemple en 1986 il réalise le visuel pour l'album Break Every Rule, en 1989 le shooting photo pour l'album Foreign Affair, en 1999 le visuel pour l'album Twenty Four Seven), puis la photo de couverture de l'album Simply the Best.
En 1995, il signe les photos de l’album Anamorphosée de Mylène Farmer. Des images sexy et glamour qui contribuent à en faire l’un des plus gros succès commercial français et européen de l'année.
Ritts connaît plusieurs succès avec des clips vidéo. En 1991 il remporte deux MTV Video Music Awards pour Wicked Game de Chris Isaak et Love Will Never Do de Janet Jackson. Il réalise le clip Way Of The World de Tina Turner qui remporte le prix Goldene Kamera et In the Closet de Michael Jackson avec la participation de Naomi Campbell. Il réalise ensuite des clips pour Mariah Carey (My All), Britney Spears (Don't Let Me Be the Last to Know), Jennifer Lopez (Ain't It Funny), NSYNC (Gone, avec une nomination vidéo de l'année au MTV Video Music Awards 2002), et Shakira (Underneath Your Clothes).
Herb Ritts, séropositif, meurt en 2002 à Los Angeles des complications d'une pneumonie liée au sida.
Ses dernières photos publiées sont celles de l'acteur Ben Affleck dans le magazine Vanity Fair.
En 2023-2024, durant la chanson Live to tell de son Celebration tour, c'est une Madonna émue parfois aux larmes qui lui rend hommage ainsi qu'à ses amis et collaborateurs artistiques morts du SIDA. Une photo géante de lui apparaît derrière la chanteuse alors qu'elle entonne sa ballade,.

## Expositions

### Expositions individuelles
- 1996 : Herb Ritts, WORK, du 22 octobre 1996 au 9 février 1997, Musée des beaux-arts de Boston, Massachusetts, États-Unis
- 1999 : Herb Ritts, Rétrospective, du 11 décembre 1999 au 12 mars 2000, Fondation Cartier pour l'art contemporain, Paris
- 2000 : Herb Ritts, Rétrospective, du 22 novembre 2000 au 15 février 2001, Palais des expositions, Rome, Italie
- 2001 : Herb Ritts, Rétrospective, du 28 février au 1er avril 2001, Galleria Carla Sozzani, Milan, Italie
- 2001 : Herb Ritts, Rétrospective, du 1er juillet au 7 octobre 2001, de:NRW-Forum Düsseldorf, Düsseldorf, Allemagne
- 2013 : Herb Ritts : Beauty and Celebrity, du 9 mai au 28 juillet 2013, en:Oklahoma City Museum of Art, Oklahoma City, États-Unis
- 2013 : Herb Ritts : In Piena Luce, du 11 décembre 2013 au 30 mars 2014, Auditorium Parco Della Musica, Rome, Italie
- 2015 : Herb Ritts, Photographs, du 14 mars au 8 novembre 2015 Musée des beaux-arts de Boston, Massachusetts, États-Unis
- 2015 : Herb Ritts : Variants, du 17 octobre au 5 décembre 2015, Galerie Camera work, Berlin, Allemagne
- 2016 : Herb Ritts : In Equilibrio, du 20 février au 5 juin 2016, Palazzo della Ragione Fotografia, Milan, Italie
- 2016 : Herb Ritts : The Rock Portraits, du 24 juin au 18 septembre 2016, Chrysler Museum of Art, Norfolk, Virginie
- 2016 : Herb Ritts : En pleine lumière, commissaire de l'exposition : Alessandra Mauro, du 7 septembre au 30 octobre 2016, Maison européenne de la photographie, Paris
- 2017 : Herb Ritts Photographs, du 14 septembre au 28 octobre 2017, Galerie Fahey/Klein, Los Angeles
- 2017 : In Full Light, du 22 septembre 2017 au 21 janvier 2018, Centro Cultural de Cascais, Cascais, Portugal
- 2018 : In Full Light, du 26 mai au 16 septembre 2018, Salo Art Museum, Salo, Finlande

### Expositions collectives
- 2014 : Le corps masculin, avec des photographies de Andy Warhol, Herb Ritts, George Platt Lynes, Arno Rafael Minkkinen, Arthur Tress, Raymond Voinquel, Lucien Clergue, Jan Saudek, Malick Sidibé, Joel-Peter Witkin, le baron Wilhelm von Gloeden, etc ... dans le cadre du Mois de la photo 2014, du 1er novembre au 13 décembre 2014, Galerie David Guiraud, Paris
- 2024 : Celebrating Silver, exposition collective célébrant la beauté et l'impact des tirages obtenus grâce au support de la gélatine argentique, avec des photographies, entre autres, de Richard Avedon, Irving Penn, Don McCullin, Hiro, Horst P. Horst, Jeanloup Sieff, Helmut Newton, Robert Mapplethorpe, Daidō Moriyama, Herb Ritts, Albert Watson, Hamiltons Gallery, Londres, du 7 février au 9 mars 2024 [2],[4]
- 2024 : Beauté fragile : photographies de la collection Sir Elton John et David Furnish rassemblant plus de 300 photographies de 140 photographes couvrant la période de 1950 à nos jours qui relatent l'histoire de la photographie moderne et contemporaine, explorant des thèmes tels que la mode, le reportage, le portrait de célébrités, le corps masculin et la photographie américaine, avec des œuvres de nombreux artistes contemporains, parmi lesquels notamment Diane Arbus, Richard Avedon, Lewis Baltz, William Eggleston, Bruce Davidson, Nan Goldin, Peter Hujar, David LaChapelle, Herman Leonard, Sally Mann, Robert Mapplethorpe, Zanele Muholi, Herb Ritts, Cindy Sherman, Alec Soth ou encore Ai Weiwei, Victoria and Albert Museum, South Kensington, Londres, du 18 mai 2024 au 5 janvier 2025 [5],[6],[7]

## Récompenses et distinctions
- 1991, Prix de la photographie appliquée

## Réalisations marquantes

### Livres
- Herb Ritts, Herb Ritts Pictures, Schirmer Mosel, 1998 (ISBN 3-88814-290-3)
- Patrick Roegiers, Herb Ritts, Actes Sud, 1999 (ISBN 2-7427-2574-1)
- Herb Ritts, Herb Ritts - works, Editions du Collectionneur, 1998 (ISBN 2-909450-36-8)
- (en) Herb Ritts, Notorious, Bulfinch Press, 2005, 160 p. (ISBN 0-8212-1911-1)

### Vidéos
- Cherish, Madonna, 1989
- Way of the World, Tina Turner, 1991
- In the Closet, Michael Jackson, 1992
- Love Will Never Do (Without You), Janet Jackson, 1990
- Wicked Game, Chris Isaak, 1991
- My All, Mariah Carey, 1998
- Don't let me be the last to know, Britney Spears, 2001
- Ain't it funny, Jennifer Lopez, 2001
- Gone, NSYNC, fin 2001

### Divers
- Calendrier Pirelli, 1999

## Crédit d'auteurs
- (en) Cet article est partiellement ou en totalité issu de l’article de Wikipédia en anglais intitulé « Herb Ritts » (voir la liste des auteurs).